# 四度使
四度使（よどのつかい）とは、律令制の日本の地方制度において、政治の成績を中央政府に上申するべく、大宰府や諸国より毎年定期的に上京させた四種の使者であり、計帳使（大帳使）・正税帳使・貢調使・朝集使の総称である。

## 概要
国使の中でも最も重要視され、天平勝宝7歳（755年）までにこれらの四使を総称すべく、「四度使」の概念が成立していた。この四使のもたらす四つの公文を「四度公文」といい、中央政府はこれによって地方政治の状況を検討し、その年の諸国の歳入予算を作ったため、四度公文は地方官が上申する帳簿の中で最重要なものとされた。
1. 計帳使…「大計帳」（計帳・大帳）を中央に上申する使。大計帳は諸国の貢賦と人口を点検するために毎年作成されており、各戸数・課口不課口の数などを調べ、その1年中の増減を各戸について掲げ、さらに年齡・老少・男女別や、各人の容貌の特徴などを詳述したものである。毎年6月30日までに各戸の戸主がその戸内の人数・年齡・容貌・容貌・下不課を記して国司に提出し、国司はそれを検討して国郡別に総合し、人口;・調庸を総計して8月30日まえに太政官に申送する。太政官では主計寮がそれらを吟味し、歳入予算を立てている。
2. 正税帳使…「正税帳」（税帳）を中央に上申する使。正税帳は、正税について国内の定数・出挙・借貸・塡納その他穀類の使途について詳述したもので、いわば諸国の官物および去年の雑費支出などの決算帳で、諸国司はこれを毎年2月30日までに太政官に申送することになっていた。中央では主税寮でこれを検討して、その当不当を定めている。
3. 貢調使…調庸について記した「調帳」（調庸帳）をたてまつったもの。調庸は毎年近国中国遠国によって、定められた期日までに中央政府に上納することとなっており、その納期に調帳を調庸とともに上申している。
4. 朝集使…「朝集帳」を中央に上申する使。朝集帳は地方庁1年間の政治について国内の官舎・器仗・池溝・公私船・駅馬・伝馬・神社・仏寺その他各般のことにわたって詳しく中央政府に申送するもので、毎年11月1日に上申することになっていた。これにより、中央政府は地方政治の全体を見ることができ、四度使の中で最も重要視された。

弘仁6年（815年）、正税帳使・大計帳使公文を朝集使に付し、同9年（818年）に大計帳使を復活して、正税帳使のみを朝集使に付すなど一部の使の併合が行われているが、しばらくして元にもどされている。もっとも、大宰府や陸奥国・出羽国では一部の使が併合されている。また畿内諸国や志摩国・飛騨国・対馬国では一つの使で四度の政にあたっている。
また、四度使は、主たる任務のほかに、任務に関係ないものも含めて、多くの公文を付せられて進上している。